# Stefan Zenklusen
Stefan Zenklusen (* 4. April 1966 in Basel) ist ein Schweizer Philosoph und Essayist.

## Leben
Stefan Zenklusen studierte Philosophie, Linguistik und französische Literaturwissenschaft in Zürich und Paris sowie Soziologie in Basel. Er ist der Bruder des „verfemten Künstlers“ Adrian Zenklusen. Er arbeitete als Magazinredakteur, Sprachlehrer, Journalist (zwischen 1999 und 2004 unregelmäßig für Die Wochenzeitung in Zürich) und als Lehrbeauftragter an der Universität St. Gallen.
Als Reaktion auf die Renaissance des Heideggerianismus im Rahmen des Poststrukturalismus schrieb Zenklusen 1992 eine (10 Jahre später publizierte) kritische Arbeit über die durch „Seinsgeschichte“ und den Begriff der Technik gebildete strategische Kreuzungsstelle bei Heidegger – hier konvergiert Heideggers Reflexion zur modernen Rationalität, zur Technik und zum Nationalsozialismus. In einer partiell an Pierre Bourdieus Herangehensweise angelehnten Lektüre verweigert Zenklusen die in der Heidegger-Literatur übliche Alternative aus soziologistischem Reduktionismus und heideggerianischer, immanentistischer Absicherungsstrategie (die in den Augen Zenklusens auch bei Jacques Derrida vorliegt).
In Adornos Nichtidentisches und Derridas différance (2002) plädiert Zenklusen für eine – wie der Untertitel lautet – Resurrektion negativer Dialektik. Am Leitfaden des Nichtidentischen bei Adorno und der „Différance“ Derridas rekonstruiert und vergleicht Zenklusen die Differenztheorien beider Autoren. Dabei wird die erstaunliche, aber von Derrida kaum ausgewiesene Verwandtschaft mehrerer Motive beider (etwa der Begriffe des Spiels, der Schrift, des Nichtbegriffs etc.) analysiert. Insgesamt stellt Derridas Dekonstruktion in Zenklusens Sicht aber wegen ihrer fundamentalsemiologisch-ahistorischen Schlagseite einen Rückfall hinter das von Adorno entfaltete Reflexionsniveau dar. Den Anhang der Schrift bilden mehrere zeitdiagnostische Miszellen, die die Aktualität Adornos auch vor dem Hintergrund der postdemokratischen und neoliberalen Globalisierung belegen.
Bei dem 2006 erschienenen Konvolut mit dem sarkastischen Titel Im Archipel Coolag handelt es sich um eine Auswahl unterschiedlichster Textsorten, wovon manche in der Züricher „Wochenzeitung“ publiziert worden waren. Die vielgestaltige Nachzeichnung des Zeitraums zwischen 1985 und 2005 ist geprägt vom postfordistischen Finanzmarkt-Kapitalismus und dem Durchbruch von Neoliberalismus und Rechtspopulismus (die beide für Zenklusen eine „unzertrennliche Dyade“ bilden) und ihrer Verwerfungen.
Der Autor, der längere Zeit in einem provinziellen Teil des Kantons Aargau verbracht hatte, erlebt in dieser Epoche eine Entwicklung Zürichs zur unangefochtenen, international angesehenen Schweizer Zentrumsstadt. Er erlebt diese Ära, da zugleich fremd als auch heimisch, aus einer Position der teilnehmenden Beobachtung und macht hierbei die überraschende Beobachtung, dass in dieser Stadt, gemessen an den dominierenden medialen oder wissenschaftlichen Kriterien, mehrheitlich „provinzielle“ Tendenzen herrschen: Misstrauen gegenüber Auswärtigen, Ablehnung anderer Idiome, Projektion eigener Schwächen in andere Regionen, Bildung von sektenartigen „Szenen“, Alltagskommunikationsfeindlichkeit, starke Identifizierung mit der (angelsächsisch dominierten) Unterhaltungsindustrie, ausgeprägter Lokalchauvinismus, „Coolness“ als postmoderne Biederkeit usw. Diese Merkmale fasst Zenklusen unter dem Begriff des „Hyperprovinzialismus“ zusammen und bezeichnet Zürich als eine durchaus typische Aufsteigerstadt im Rahmen der Durchsetzung von Dienstleistungsgesellschaft und Finanzkapitalismus. Zenklusen, der in Paris Ähnliches beobachtete, sieht eine Verstärkung der angesprochenen Merkmale mit der Tendenz der Globalisierung, Nationalstaaten zu schwächen: Der daraus entstehende Glokalismus impliziere eine Aufspreizung in (urbanen und regionalen) Lokalismus einerseits und Globalismus andererseits, so dass vermittelnde überregionale und nationale sowie internationale Erfahrungs- und Erkenntnisstufen verloren gehen. Aus diesem Grund steht Zenklusen auch gewissen Formen des Antinationalismus skeptisch gegenüber.
Zum „Hyperprovinzialismus“ gehört für Zenklusen auch diejenige Anglisierung der Sprache, die nicht funktional ist oder keinen semantischen Mehrwert erbringt. Dabei besteht die Originalität seiner Analyse darin, sich deutlich von einem kulturkonservativen Ansatz abzusetzen. Die Anglisierung des Deutschen bedeutet nämlich gerade das Ende des Slangs, insoweit dieser einen kreativen Umgang mit Sprache voraussetzt: „Anglotumbdeutsch spricht das Todesurteil über den Slang, der von diesem Raum des sprachlich Unberechenbaren lebt, und betreibt die Überführung der 'populären', lebensweltlichen Sprache in einen sklerotischen, statischen Zustand (…).“
In dem Essay Abschied von der These der 'pluralsten' aller Welten (2007) bringt Zenklusen in sprach- und subjektphilosophischer, politologischer und soziologischer Hinsicht Korrekturen an den seit den 1990er Jahren dominierenden Individualisierungs- und Pluralisierungstheorien an. Dabei werden etwa die Thesen Ulrich Becks zur Individualisierung und die Ansätze des postmodernistischen Philosophen Zygmunt Bauman untersucht. Zenklusen widerspricht gewissen Grundannahmen bestimmter Vertreter der Cultural Studies (etwa Rainer Winters oder Ien Angs), wonach die Welt dekonstruktiv und irreduzibel pluralistisch verfasst sei, wobei namentlich die Produkte der Unterhaltungsindustrie als pluralistisch und ihre Konsumenten als widerständig und kreativ gesehen werden.
Mit Philosophische Bezüge bei Pierre Bourdieu (2010 – zugleich seine Dissertation) legt Zenklusen eine Studie zu den vielfältigen Relationen Bourdieus zur Philosophie vor und präsentiert Vorformen des Habitusbegriffs, unter Einbeziehung der anglophonen sowie der frankophonen Diskussion.
Seit einigen Jahren beschäftigt sich Zenklusen auch mit Fragen der Islamisierung West- und Mitteleuropas und ist danach mit seiner islamkritischen Haltung von einigen linken Kreisen scharf angegriffen worden. Auch spricht Zenklusen den Philosophen Alain Finkielkraut von den in Frankreich zahlreich gewordenen Vorwürfen der „Islamophobie“ und des Rassismus frei.
2017 erscheint der Essayband Islamismus und Kollaboration – Der Beitrag von  französischen und europäischen Linken und Liberalen bei der Errichtung des Islamismus und Antisemitismus. Der Autor verneint, dass den politischen Erfolgen des Lepenismus eine reale Faschisierung der französischen Gesellschaft entspreche. Die eigentliche Faschisierung der Gesellschaft finde ihren Ursprung in der dekonstruktivistischen und postmodernistisch-kulturrelativistischen Wende von Linken und Linksliberalen. Diese „Konversion“ habe einen hegemonialen historischen Block der generalisierten Islamophilie in den Wissenschaften, den Medien, der Politik und der Kultur erzeugt, der jede kontradiktorische Debatte über den Islam verunmögliche. Ergebnis dieser (partiell sogar proislamistischen) Entwicklung und der aktiv geförderten Islamisierung sei eine stetige Erosion von Grund- und Menschenrechten. Basale Freiheiten insbesondere von Frauen und Homosexuellen seien zunehmend gefährdet. Muslimische Aggressionen gegen Juden seien alltäglich geworden – eine Folge dieses Prozesses ist der Massenexodus von Juden aus Frankreich. Der Kollaborationismus in Frankreich von Linken, Linksliberalen und Neoliberalen mit Islam und Islamismus wiege, so Zenklusen, schwerer als die Kollaboration mit den Nazis, da letztere unter dem Druck einer Okkupationsmacht zustande gekommen sei.
In Kritik der Glokalisierung – Über den Triumph des Monokulturalismus (2021) analysiert Zenklusen die Schattenseiten der Glokalisierung.
Auf der lokal-städtischen Seite beobachtet Zenklusen die stadtstaatliche Abnabelung der Metropolen, die durch die Verteuerung der Lebenskosten verstärkt werde. Dies führe zu einem Habitus, der eine Intoleranz gegenüber diversen Formen der Alterität erzeuge, die durch den städtisch dominierten Diskurs aber als Coolness und urban umgedeutet werde. Was einst urbaner, internationalistisch oder kosmopolitisch inspirierter Eigensinn war, werde zum neubürgerlichen oder neofeudal-lokalistischen Starrsinn.
Auf der provinziell-regionalen Seite der Glokalisierung diagnostiziert Zenklusen, ohne in Bezug auf Regionalismen pauschalisieren zu wollen, insbesondere in Regionen wie Katalonien, Norditalien oder Korsika eine Rückkehr des traditionellen Nationalismus auf niedriger Stufe.
Den Überbau der Glokalisierung bildet die angelsächsische Zivilisation. Im Gegensatz zum massiv dominierenden, medial-wissenschaftlichen Diskurs in deutschsprachigen Ländern, der die kulturelle angelsächsische  Dominanz in Europa entweder negiert oder als Pluralismus oder Multikulturalismus umdefiniert, macht Zenklusen klare Tendenzen des Monokulturalismus und -glottismus aus, die sich seit den 1990er Jahren massiv verstärkt haben. Insbesondere vor dem Hintergrund des heutigen Stands der Produktivkräfte, d. h. der Kommunikationstechnologien, die das Potential für Multikulturalismus ermöglichen würden, handelt es sich beim heutigen Monokulturalismus um einen seit dem Anheben der Moderne einzigartigen, identitären Rückschritt.
Mithilfe von Daten und Statistiken zeigt Zenklusen auf, dass sich mit Ausnahme der Gastronomie kein einziger kultureller Bereich im deutschsprachigen Raum seit den 1990er Jahren im Sinne des Pluralismus oder Multikulturalismus entwickelt hat. Die angelsächsische Dominanz sei im Gegenteil in bestimmten Feldern fast total geworden. Die systematische Umdeutung dieser Entwicklung in Diversität und Multikulturalismus ist für Zenklusen (gerade im Vergleich zum frankophonen Raum, der in dieser Hinsicht eine rationale Diskussion zulasse) eine Spezifität des deutschsprachigen Raums, die durch feldinterne Zensurmechanismen im Sinne Bourdieus zustande kommt, was Zenklusen durch die Falsifizierung der Thesen mehrerer einflussreicher Theoretiker belegt. Da die angelsächsischen Referenzländer des Monokulturalismus durch den dortigen, äusserst geringen Kulturkonsum aus allophonen Ländern auffallen, also faktisch kulturprotektionistisch seien, sei die gesamtdeutsche These des Pluralismus und Multikulturalismus eine doppelte, sektenartig-obskurantistische Fehldiagnose, die sich durch die Armut empirischer Belege auszeichne: „Besorgniserregend ist, dass die Deutsche Kulturwissenschaft in diesen Fragen immer öfter als Resonanzkasten der PR-Abteilungen globaler unterhaltungsindustrieller Unternehmen fungiert.“ Zenklusen hat hier vor allem die deutschsprachigen Cultural studies im Blick, die er als wissenschaftlichen Rückschlag historischen Ausmaßes bewertet.
Über die Folgen des Monokulturalismus in Europa hält sich Zenklusen bedeckt. Er beobachtet durch die Synthese von angelsächsischen Ressentiments und altdeutschem Revanchismus seit den 1990ern die Durchsetzung frankophob-rassistischer Klischees, die das heutige Surrogat des Antisemitismus bilden und bis in die deutschsprachigen Wissenschaften reichten. Zugleich deutet er an, dass die deutschsprachige Linke sich durch die weitgehende Übernahme des Vorwurfs des „Antiamerikanismus“ in diesen Fragen sich die ultrareaktionäre Ideologie von Kalten Kriegern der 1980er Jahre angeeignet hat. Überdies existiere keine zeitgemässe linke Sprachkritik mehr, da Anglizismen systematisch nicht berücksichtigt werden. Hinzu käme (nebst der Übernahme des aus der Sicht Zenklusens ultrakonservativ-totalitären Begriffs der Islamophobie, die aber nur partiell mit der Problematik der Glokalisierung zu tun habe) die weitgehend kritiklose Akzeptanz des Community-Denkens, das auf traditionell segregierende angelsächsische Gesellschaftskonzepte zurückzuführen sei und nicht selten einen Rollback in regressive Lebensformen in Volks-, Rassen- und Geschlechtergemeinschaften bedeute. Trotz des grossen Verständnisses für die diskurskonstruktivistische Legitimation lehnt Zenklusen auch die Übernahme gewisser Varianten des Konzeptes der Cultural Appropriation sowie die Verwendung von Begriffen wie „schwarze Kultur“ und „weisse Kultur“ als letztlich völkisch- rassisch ab. Zenklusen streitet ab, ein bedingungsloser Universalist zu sein, bedauert aber, dass die deutschsprachige Linke durch den angelsächsischen Einfluss immer weniger Instrumente besitze, den Rechtsextremismus zu bekämpfen, da sie selber in zunehmendem Maße in identitär-essentialistischen Kategorien denke.

## Werke
- Seinsgeschichte und Technik bei Martin Heidegger – Begriffsbestimmung und Problematisierung. Tectum, Marburg 2002, ISBN 3-8288-8401-6.
- Adornos Nichtidentisches und Derridas différance. Für eine Resurrektion negativer Dialektik. wvb, Berlin 2002, ISBN 3-932089-81-2 (Zugleich Lizenziatsarbeit an der Universität Zürich, Philosophische Fakultät, 2001).
- Im Archipel Coolag – soziognostische Denk-Zettel aus postfordistischer Jetztzeit. (Zeitdiagnose), wvb, Berlin 2006, ISBN 978-3-86573-164-7.
- Abschied von der These der 'pluralsten' aller Welten. wvb, Berlin 2007, ISBN 978-3-86573-256-9.
- mit Peter Bürger (Hrsg.): Surrealismus im inneren Exil – die Kunst des Adrian Zenklusen. Norderstedt, 2008.
- Philosophische Bezüge bei Pierre Bourdieu. UVK, Konstanz 2010, ISBN 978-3-86764-256-9 (Zugleich Thesis (doctoral) an der Universität Basel 2009).
- Islamismus und Kollaboration. Der Beitrag von französischen und europäischen Linken und Liberalen bei der Errichtung des Islamismus und Antisemitismus., Hintergrund-Verlag, Osnabrück 2017, ISBN 978-3-00-057327-9.
- Kritik der Glokalisierung – Über den Triumph des Monokulturalismus, Königshausen & Neumann, Würzburg 2021, ISBN 3-8260-7323-1

Englisch
- Adorno's Nonidentical and Derrida’s Différance: For a Resurrection of Negative Dialectics, Cuvillier, Göttingen 2020, ISBN 978-3-7369-7304-6
- A Farewell to the Thesis of the Most Plural of All Possible Worlds, followed by A Look Back at a Quarter Century of Globalization: Verifying the Thesis of Anglo-Americanization, Cuvillier, Göttingen 2020, ISBN 978-3-7369-7273-5